# Ptychamalia melanoma
Ptychamalia melanoma är en fjärilsart som beskrevs av Louis Beethoven Prout 1932. Ptychamalia melanoma ingår i släktet Ptychamalia och familjen mätare. Inga underarter finns listade.